# Cathédrale Saint-Benoît d'Evansville
Cette  cathédrale n’est pas la seule cathédrale Saint-Benoît.
La cathédrale Saint-Benoît (St. Benedict Cathedral) est la cathédrale catholique du diocèse d'Evansville. Elle se trouve à Evansville, dans le sud-ouest de l'État d'Indiana aux États-Unis.
L'édifice est inscrit au Registre national des lieux historiques.

## Historique
La paroisse Saint-Benoît, dédiée à saint Benoît, est fondée en 1912. Elle est confiée aux soins des bénédictins de l'abbaye Saint-Meinrad. Une nouvelle église paroissiale plus grande est construite en 1928 selon un plan basilical, dans le style de l'architecture lombarde néoromane. Elle est dédiée le 18 mars 1928 par le TRP Athanasius Schmidt, osb. Elle peut abriter un millier de fidèles assis.
Ses plafonds s'élèvent à 19,8 m de hauteur. Le baldaquin au-dessus du maître-autel est remarquable. L'église est réaménagée dans les années 1970 pour être en conformité avec les nouvelles dispositions liturgiques post-conciliaires. Le baldaquin est avancé de 7,6 m (25 pieds), le maître-autel est ôté et remplacé par un autel en forme de table face au peuple. Une école paroissiale est bâtie en 1913 et une nouvelle en 1953. Les bâtiments paroissiaux et la cure datent des années 1920.
Lorsque Pie XII érige canoniquement le nouveau diocèse d'Evansville, le 21 octobre 1944, l'église de l'Assomption d'Evansville est choisie comme nouvelle cathédrale, mais elle est vendue à la ville et démolie en 1965. L'église de la Sainte-Trinité sert alors de proto-cathédrale de 1965 à 1999, date à laquelle c'est l'église Saint-Benoît qui est choisie comme cathédrale. Elle est consacrée en tant que cathédrale, le 11 avril 1999.

## Source
- (en) Cet article est partiellement ou en totalité issu de l’article de Wikipédia en anglais intitulé « St. Benedict Cathedral (Evansville, Indiana) » (voir la liste des auteurs).